# (1869) Philoctetes
(1869) Philoctetes ist ein Asteroid aus der Gruppe der Jupiter-Trojaner. Damit werden Asteroiden bezeichnet, die auf den Lagrange-Punkten auf der Bahn des Jupiter um die Sonne laufen.
(1869) Philoctetes wurde am 24. September 1960 vom Forscher-Team Cornelis Johannes van Houten, Ingrid van Houten-Groeneveld und Tom Gehrels entdeckt. 
Benannt wurde der Asteroid nach Philoktet, einem Helden des Trojanischen Krieges.